# Dirt off Your Shoulder
"Dirt Off Your Shoulder" é um single lançado em 2003, no ritmo hip hop do rapper Jay Z para seu álbum The Black Album. Este single foi composto por Jay Z junto com o cantor e compositor Timbaland.

## Faixas

### Lado A
1. Dirt Off Your Shoulder (Radio Edit)
2. Dirt Off Your Shoulder (LP)
3. Dirt Off Your Shoulder (Instrumental)

### Lado B
1. Encore (Radio Edit)
2. Encore (LP)
3. Encore (Instrumental)

### 99 Problems/Dirt Off Your Shoulder, Pt. 1
1. 99 Problems (Explicit)
2. Dirt Off Your Shoulder (Explicit)

### 99 Problems/Dirt Off Your Shoulder, Pt. 2
1. 99 Problems (Explicit)
2. Dirt Off Your Shoulder (Explicit)
3. 99 Problems (Vídeo)
4. Dirt Off Your Shoulder (Vídeo)

### 99 Problems/Dirt Off Your Shoulder, Vinil
Lado A
1. 99 Problems (Explicit)
2. 99 Problems (Clean)

Lado B
1. Dirt Off Your Shoulder (Explicit)
2. Dirt Off Your Shoulder (Clean)